# Оњега (река)
Оњега (рус. Оне́га; фин. Äänisjoki) је река која тече кроз Каргопољски, Плесетски и Онешки рејон у Архгангељској области у Русији. Оњега је повезана са језером Лача преко канала Оњега у Белом мору, југоисточно од града Архангељска, где наставља да тече североистично. Дужина реке је 416. километара, а подручје њеног слива је 56.900 km². Њене главне притоке су реке Волошка, Кена, Моша, Кодина и река Кожа.
Име реке традиционално је повезано са финском речи Äänisjoki која означава главну реку или поток.
Што се тиче подручја басена и просечног пражњења, Онега је трећи речни слив Белог мора, иза Северне Двине и реке Мезен. Речни басен реке Оњеге се простире на западу Архгангељске области, на северно-западном делу Вологодске области, а такође тече кроз мање области на истоку Републике Карелије. Басен ове реке обухвата нека од највећих језера Архгангељске и Вологодске области, као што су језера Воже, Лача, Љекшмозеро, Кенозеро, Ундозеро, Кожозеро, а протиче и кроз Кенозерски национални парк.
Цела долина реке Оњеге је насељена, са изузетком ненасељености између Севернонежска и Јернема у Плесецком рејону. Река протиче и кроз два града, Каргопољ, који се налази ближе њеном извору и град Оњега који је ближи ушћу ове реке. У средњем току реке налазе се два урбана насеља насупрот једно другом, насеље Оковски и Севернонезк.
Остали делови реке Оњеге познати су по брзацима, који се шире свуда преко насеља Каргопољ и Городок.
Басен реке Оњеге је подручје које има важан историјски и културни значај. Каргопољ је један од најстаријих градова у северном делу Русије и још увек садржи велики број архитектонских и историјских споменика. Ошевенск, који се налази на левој обали реке Оњеге је локација Алексадро-ошевенског манастира.
У басену реке Оњеге налази се још један историјски објекат, манастир Кожеозерски, стациониран на острву Кожеозеро. Неки од најлепших споменика северне дрвене архитектуре Русије налазе се у сливу Оњеге. Велики број споменика је данас уништен, јер још увек нису заштићени.
Река Оњега улива се у Велику Оњегу и мале Оњега реке, 75 km од њеног ушћа. Река се заледи у октобру или почетком децембра и остаје залеђена све до средине априла или почетка маја, када се на пролеће користи за рафтинг. Оњега тече поред четинарских шума (тајги, борова и ариша). Преко реке Оњеге постоје само четири моста; један мост се налази у граду Каргопољу и спаја га са градом Њандома, други се налази у селу Сорокинскаја, који се надовезује на пут од овог села до Каргопоља, Плесецка и села Емецк. Трећи мост повезује село Оковски и Севернонежск, а четврти мост налази се у селу Пролог, који га повезује са путем Архангељск—Беломорск. На свим осталим местима, река се може проћи само преко трајектних прелаза.

## Хидрологија
Просечно месечно уливање воде у Оњегу (m³/s), 30 km од ушћа, од 1943. до 1993. године.